# Bandit in a Bathing Suit
| Recensione | Giudizio |
| ---------- | -------- |
| AllMusic   |          |

Bandit in a Bathing Suit è un album a nome della David Bromberg Band, pubblicato dalla Fantasy Records nel 1978. 

## Tracce
Lato A
1. Bandit in a Bathing Suit – 2:51 (David Bromberg, Hugh McDonald)
2. If You Don't Want Me Baby – 5:36 (David Bromberg)
3. Queen Ellen – 4:39 (David Bromberg)
4. Sweet Sweet Sadness – 2:47 (David Bromberg)
5. Peanut Man – 3:55 (David Bromberg)

Durata totale: 19:48
Lato B
1. Love Please Come Home/Blackberry Blossom/Dixie Hoedown/June Apple – 4:56 (Leon Jackson/Tradizionale, arr. David Bromberg/Jim McReynolds/Tradizionale, arr. David Brombeg)
2. Ugly Hour – 2:34 (David Bromberg)
3. Travelling Man – 6:50 (Pink Anderson, arr. David Bromberg)
4. Northeast Texas Women – 5:56 (Willis Alan Ramsey)

Durata totale: 20:16

## Musicisti
Bandit in a Bathing Suit
- David Bromberg - chitarra (primo assolo), chitarra slide
- Dick Fegy - chitarra (secondo assolo), e altre chitarre
- Herb Pedersen - armonie vocali
- Joey Harrison Scarbury - armonie vocali

If You Don't Want Me Baby
- David Bromberg - chitarra solista
- Dick Fegy - chitarra ritmica hot
- George Kindler - mandolino elettrico wah wah
- John Firmin - sassofono solo
- Margaret Redmond - armonie vocali
- Marilyn Bryant - armonie vocali
- Martha E. Wash - armonie vocali

Queen Ellen
- Curt Linberg - trombone solo
- Nate Rubin - violino solo
- Paul Brancato - violino solo
- David Schallock - accompagnamento vocale
- Lance Dickerson - accompagnamento vocale

Sweet Sweet Sadness
- David Bromberg - chitarra acustica
- Dick Fegy - chitarra elettrica
- Rudy Copeland - pianoforte
- Terry Adams - violoncello
- Nancy Williams - viola
- Nate Rubin - violino
- Paul Brancato - violino
- Herb Pedersen - armonie vocali
- Joey Harrison Scarbury - armonie vocali

Peanut Man
- David Bromberg - chitarra solista
- Dick Fegy - chitarra ritmica hot
- George Kindler - mandolino elettrico wah wah
- John Firmin - sassofono solo

Love Please Come Home/Blackberry Blossom/Dixie Hoedown/June Apple
- David Bromberg - chitarre, mandola
- David Bromberg - fiddle (brano: June Apple)
- Dick Fegy - banjo
- Dick Fegy - fiddle (brano: June Apple)
- George Kindler - fiddle solo, mandolino
- Lance Dickerson - accompagnamento vocale
- David Schallock - accompagnamento vocale

Ugly Hour
- David Bromberg - chitarra
- Dick Fegy - chitarra
- Nate Rubin - violino
- Paul Brancato - violino
- Nancy Ellis - viola

Travelling Man
- David Bromberg - arrangiamenti
- Dick Fegy - mandolino
- George Kindler - fiddle
- Lance Dickerson - accompagnamento vocale
- David Schallock - accompagnamento vocale

Northeast Texas Women
- David Bromberg - chitarra elettrica
- Dick Fegy - mandolino
- George Kindler - fiddle
- Lance Dickerson - accompagnamento vocale
- David Schallock - accompagnamento vocale[2]